# Archidiecezja Paraíba
Archidiecezja Paraíba (łac. Archidioecesis Parahybensis) – archidiecezja Kościoła rzymskokatolickiego w Brazylii. Należy do metropolii Paraíba wchodzi w skład regionu kościelnego Nordeste II. Została erygowana przez papieża Leona XIII bullą Ad universas orbis w dniu 27 kwietnia 1892.
6 lutego 1914 papież Pius X utworzył metropolię Paraíba podnosząc diecezję do rangi archidiecezji.